# Teatro Civico (Cagliari)
Il Teatro Civico di Cagliari, recentemente restaurato e nuovamente utilizzato, sorge in via Mario de Candia, nel quartiere di Castello, adiacente al Palazzo Boyl e poco distante dal Bastione di Saint Remy.

## Storia
L'odierno Teatro Civico sorse nel XIX secolo al posto del precedente teatro ligneo, costruito dall'architetto piemontese Saverio Belgrano di Famolasco su commissione del marchese Zapata di Las Plassas, che volle costruirsi un teatro annesso al suo palazzo nel quartiere Castello. In seguito la struttura venne ceduta al comune di Cagliari, che nel 1831 incaricò l'architetto Giuseppe Cominotti di progettare e costruire un nuovo teatro in muratura. La partenza dalla Sardegna nel maggio 1832 dell'architetto cuneese e la successiva morte (avvenuta a Torino il 18 febbraio 1833) lasciò il progetto senza una adeguata direzione dei lavori, che venne affidata nel 1835 a Gaetano Cima, il quale apportò leggere modifiche al progetto originario del Cominotti. Il nuovo teatro venne realizzato in stile neoclassico e fu inaugurato il 2 ottobre 1836, in onore del genetliaco del re Carlo Alberto.
Il 26 febbraio 1943, durante la seconda guerra mondiale, un devastante bombardamento venne riversato sulla città, coinvolgendo anche il quartiere Castello: del teatro rimasero in piedi solo le mura perimetrali, mentre andarono perse per sempre le ricche decorazioni che ornavano la copertura interna e i palchi. Nello stesso bombardamento venne distrutto l'arco trionfale del vicino bastione di Saint Remy e danneggiata la chiesa di San Giuseppe Calasanzio. Dopo circa sessant'anni di abbandono, il Teatro Civico è stato interessato da recenti lavori di recupero che ne hanno consentito la riapertura al pubblico. Dell'edificio originario restano solo le mura perimetrali, scandite da cornici e finestre timpanate, mentre l'interno, non ripristinato come era, risulta molto essenziale e attualmente privo di copertura sulla sala.